# فرانك فرانز
فرانك فرانز (بالألمانية: Frank Franz)‏ هو سياسي ألماني، ولد في 21 نوفمبر 1978 في ألمانيا.

## حياته السياسية
حزبياً نشط في الحزب الوطني الديمقراطي. وقد انتخب كاتب عام.